# Riksdeputation
Riksdeputation (ty. reichsdeputation), var i det tysk-romerska riket ett inom riksständerna tillsatt utskott för ombesörjandet av vissa ärenden. Ett "beslut" (schluss) av en dylik deputation vann i regel laga kraft endast genom att godkännas av riksdagen och kejsaren. Riksdeputationerna var antingen ordinarie (samtliga kurfurstarna, ett antal medlemmar av furstekollegiet och en delegation för städerna) eller extraordinarie (deputerade från alla tre rikskollegierna). De ordinarie, som ägde att mellan riksdagens sessioner (på s.k. "reichsdeputationstage") utöva dess myndighet, upphörde, då den tyska riksdagen 1663 blev permanent. Den sista och mest bekanta av de extraordinarie riksdeputationerna sammanträdde, på grund av en bestämmelse i Lunévillefreden 1801, i Regensburg 24 augusti 1802 för att verkställa den fördelning av de sekulariserade andliga och mediatiserade världsliga ständerna, som var en följd av vänstra Rhenstrandens avträdande till Frankrike.
Den 25 februari 1803 avgavs riksdeputationshuvudbeslutet (reichsdeputationshauptschluss), som kort därpå godkändes av riksdagen och kejsaren. Genom de omstörtningar det medförde i de tyska riksständernas antal, maktförhållanden m.m. (se Tysklands historia) gav det den första väldiga stöten åt det gamla rikets författning.